# Timothy Barnes
Timothy David Barnes (né en 1942) est un historien britannique, spécialiste du christianisme dans l'Empire romain.

## Biographie
À partir de 1970, il enseigne à l'université de Toronto, qu'il quitte à sa retraite en 2007.
En 2017, il est membre honoraire de la School of Divinity de l'université d'Édimbourg.
« Lire n'importe quel ouvrage de Timothy Barnes est une expérience exaltante. Son excellente maîtrise des sources et de la bibliographie ne masque jamais sa prose lucide et ses arguments incisifs. Il habite un univers d'une clarté infinie et d'une certitude irréfutable,. »

## Œuvres
- (en) Timothy D. Barnes, Tertullian a historical and literary study, Oxford Clarendon Press, 1971 (OCLC 265040582)
- (en) Timothy David Barnes, The sources of the Historia Augusta, Latomus, 1978
- (en) Timothy David Barnes, Constantine and Eusebius, Harvard University Press, 1981, 458 p. (ISBN 978-0-674-16531-1, lire en ligne)
- (en) Timothy David Barnes, The new empire of Diocletian and Constantine, Harvard University Press, 1982 (ISBN 0-7837-2221-4)
- (en) Timothy David Barnes, Early Christianity and the Roman Empire, Variorum Reprints, 1984 (ISBN 978-0-86078-155-4)
- (en) Timothy David Barnes, Athanasius and Constantius : Theology and Politics in the Constantinian Empire, Harvard University Press, 1993, 343 p. (ISBN 978-0-674-00549-5, lire en ligne)
- (en) Timothy D. Barnes, From Eusebius to Augustine : selected papers 1982 - 1993, Aldershot Variorum, 1994 (ISBN 978-0-86078-397-8)
- (en) Timothy David Barnes, Ammianus Marcellinus and the representation of historical reality, vol. 56, Cornell University Press, 1998, 290 p. (ISBN 978-0-8014-3526-3, lire en ligne)

### Citations originales
1. ↑  Reading any work by Timothy Barnes is an exhilarating experience. His formidable command of both sources and bibliography never clouds his lucid prose or incisive arguments. He seems to inhabit a world of infinite clarity and irrefutable certainty.